# إد أوبراين
إد أوبراين (بالإنجليزية: Ed O'Brien) هو فنان إيقاعي وعازف قيثارة بريطاني، ولد في 15 أبريل 1968 في أكسفورد في المملكة المتحدة.

## وصلات خارجية
- الموقع الرسمي
- إد أوبراين على موقع IMDb (الإنجليزية)
- إد أوبراين على موقع الموسوعة البريطانية (الإنجليزية)
- إد أوبراين على موقع ميوزك برينز (الإنجليزية)
- إد أوبراين على موقع ميوزك برينز (الإنجليزية)
- إد أوبراين على موقع رولينغ ستون (الإنجليزية)
- إد أوبراين على موقع إن إن دي بي (الإنجليزية)
- إد أوبراين على موقع أول ميوزيك (الإنجليزية)
- إد أوبراين على موقع ديسكوغز (الإنجليزية)
- إد أوبراين على موقع قاعدة بيانات الفيلم (الإنجليزية)